# Duodji
Duodji es una forma de artesanía sami empleada tradicionalmente por este pueblo cuando los sami se encontraban aislados del mundo exterior. Los instrumentos, herramientas y ropa están diseñados para ser a la vez que funcionales, sean expresión de su cultura mediante la decoración de estos.  
Estos objetos funcionales incluyen cuchillos, fundas, bolsos para mujeres y algunos ropajes. Estos elementos Duodji están diseñados para usarse en la realización de tareas cotidianas.

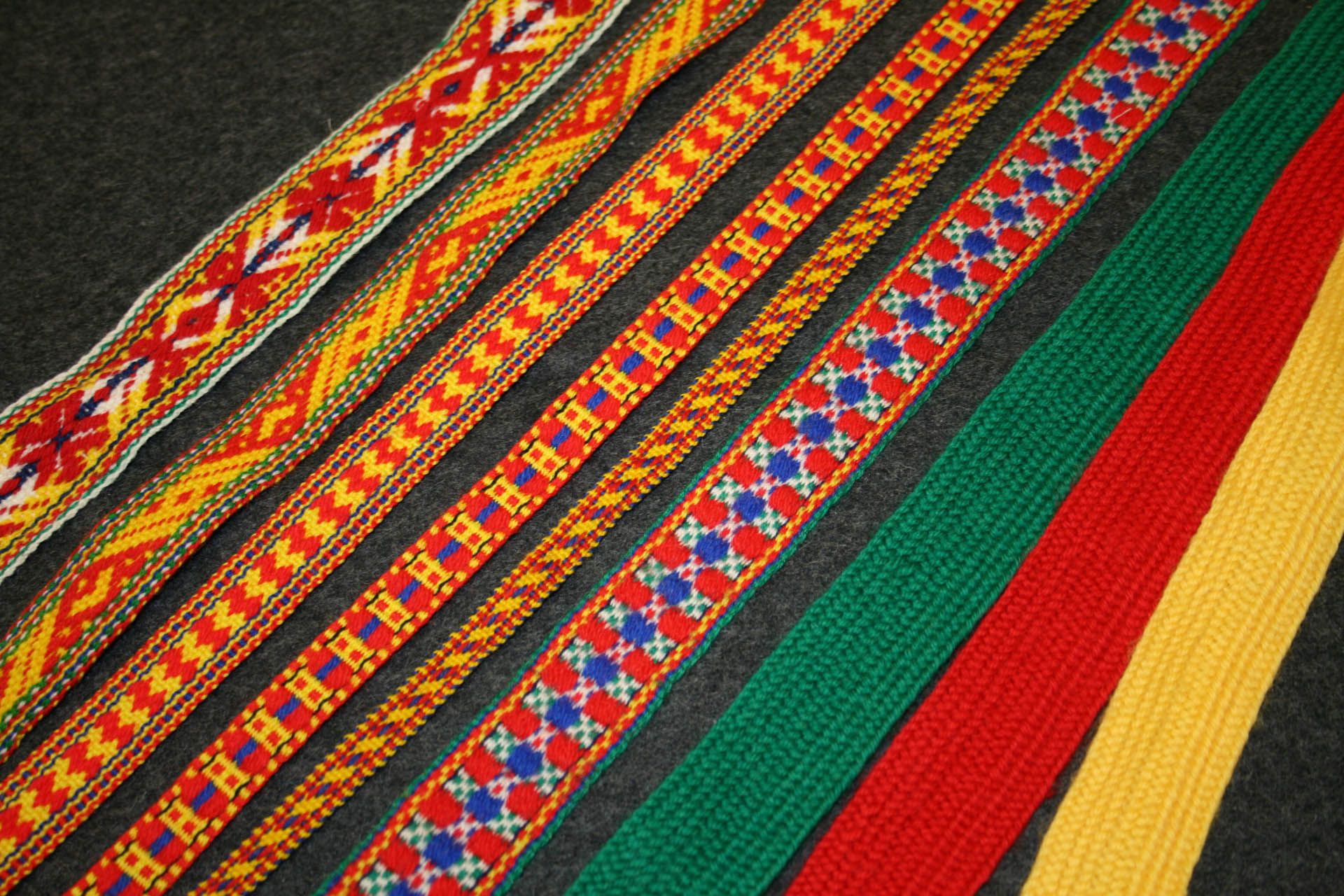
Tiras decorativas sami

## Historia
En búsquedas arqueológicas, se han encontrado restos de Duodji de diferentes materiales en lugares habitados por samis, teniendo estos miles de años. A partir de grabados rupestres de en torno a 10.000 años, encontrados en Fenoscandia, ya se reconocen formas sami. La artesanía sami es parte de la tradición nómada de los sami.

## Materiales usados
Los materiales usados para confección y creación de estos objetos se dividen en dos categorías, dependiendo si el objeto es para hombres o mujeres.
Para los hombres se utiliza principalmente la madera y los cuernos de renos o huesos de otros animales. Para las mujeres es tradicional utilizar el cuero y raíces.

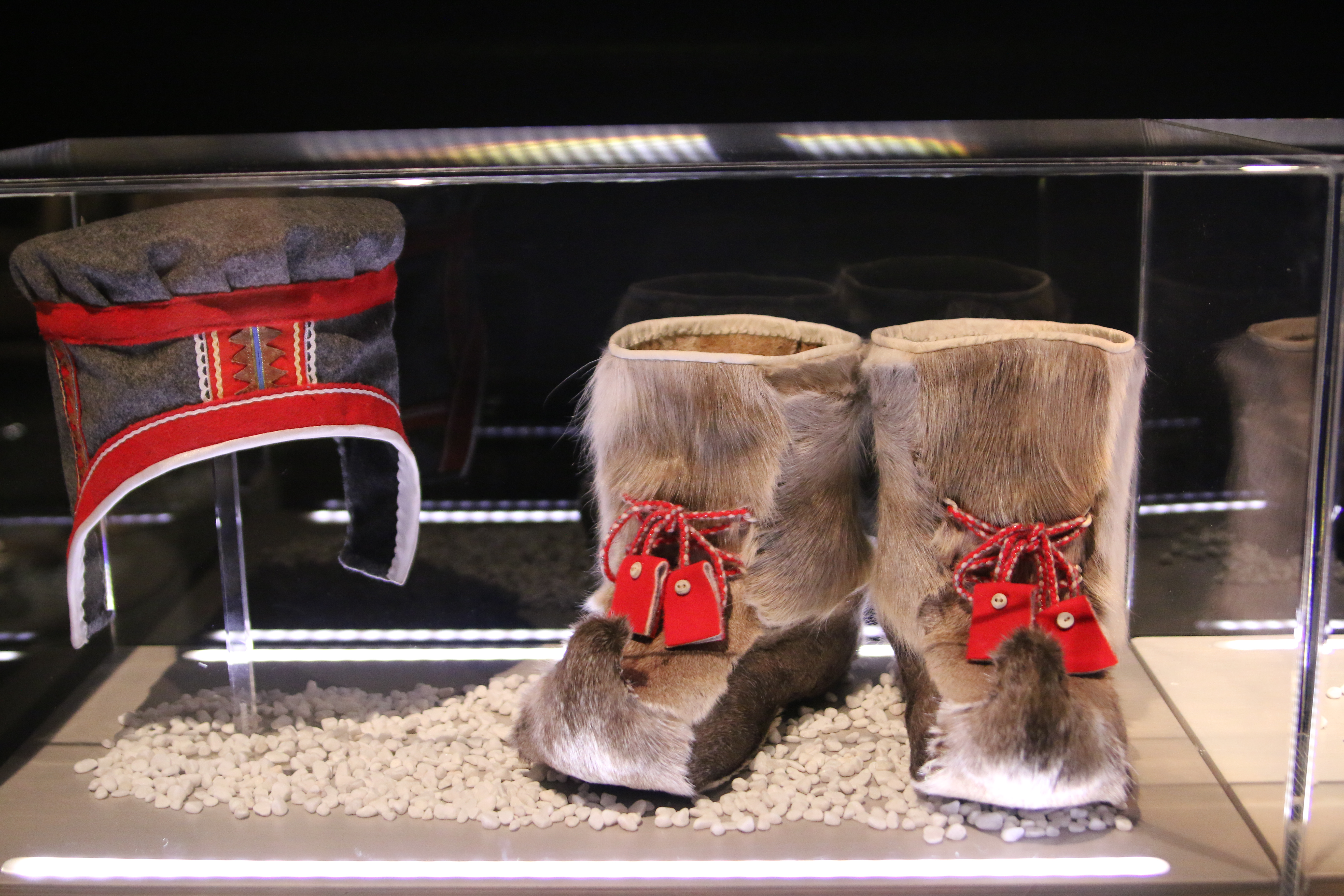
Gorro y botas

Los colores utilizados para el Duodji son el verde, rojo, azul y amarillo que son los colores tradicionales sami y que aparecen también en su bandera.

## Artistas conocidos
Existen diversos artistas que mantienen vivo el Duodji. Aunque ha habido cambios en los actuales Duodji con respecto a los antiguos Duodji, siguen siendo piezas demandas por coleccionistas de todo el mundo. Algunos de los artistas que siguen activos son Iver Jåks, Olov Svonni, Martin Kuorak, Anders Sunna, Lars Pirak y Per Olof Utsi.

## Gátki
El gákti es el traje tradicional del pueblo sami, siendo utilizado para bodas, funerales, confirmaciones y otros eventos culturales. La presencia de este traje tiende a ser mayor en el sur que en el norte. Tradicionalmente el cuero y lana fueron usados para realizar estos trajes, aunque ahora se utilizan además de la lana y el cuero, el terciopelo y la seda.

## Galería

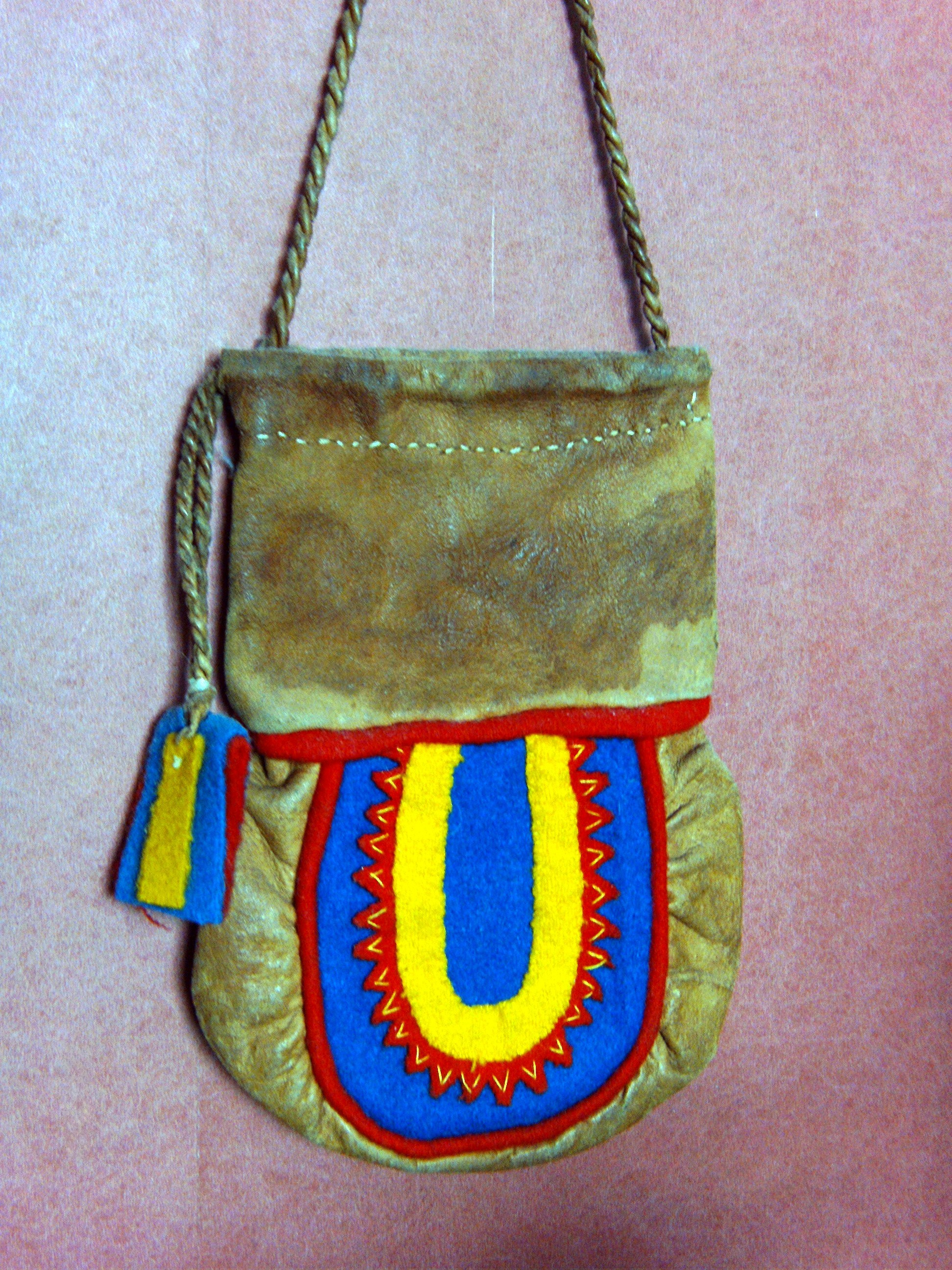
Bolso
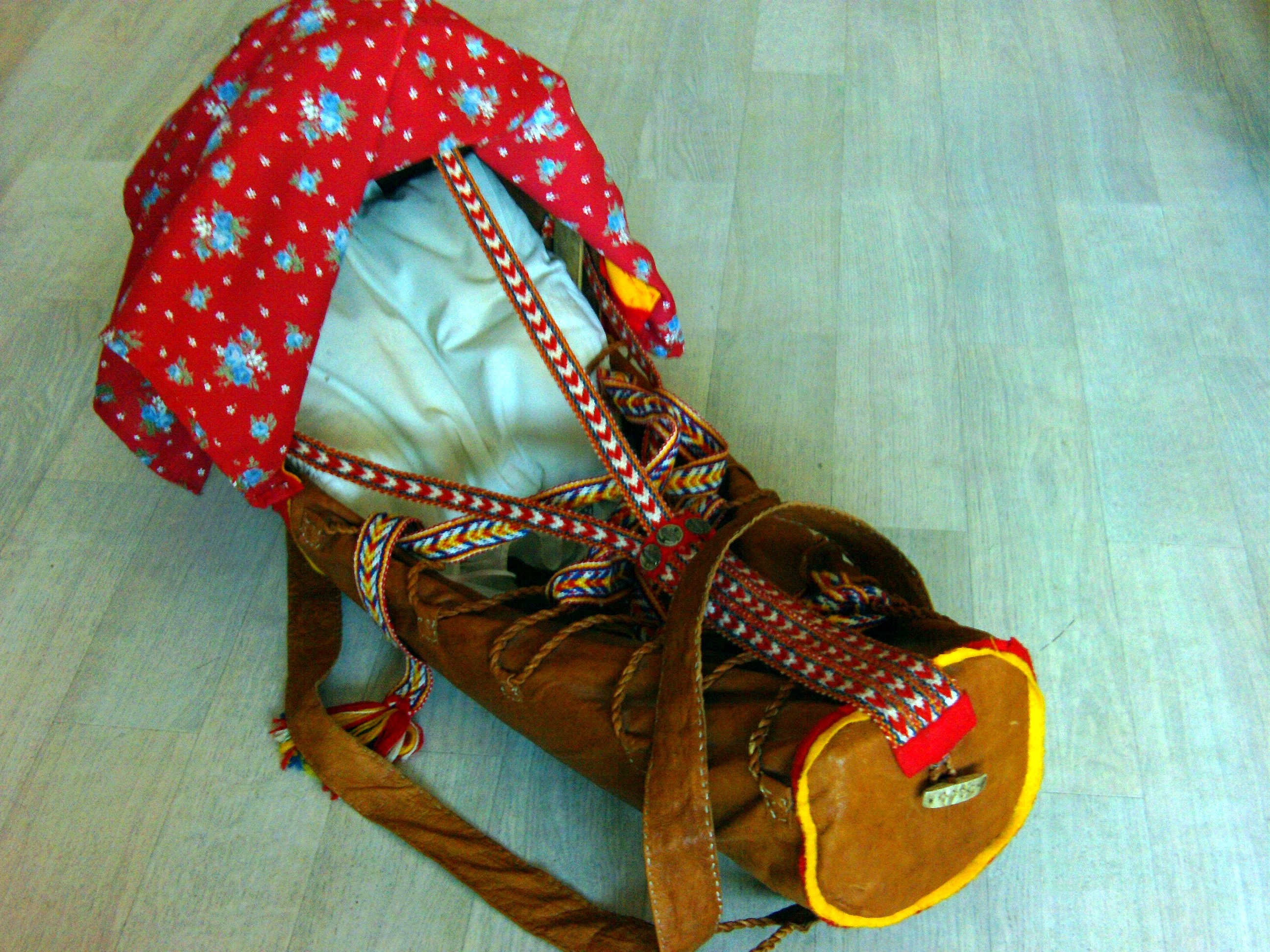
Bolsa
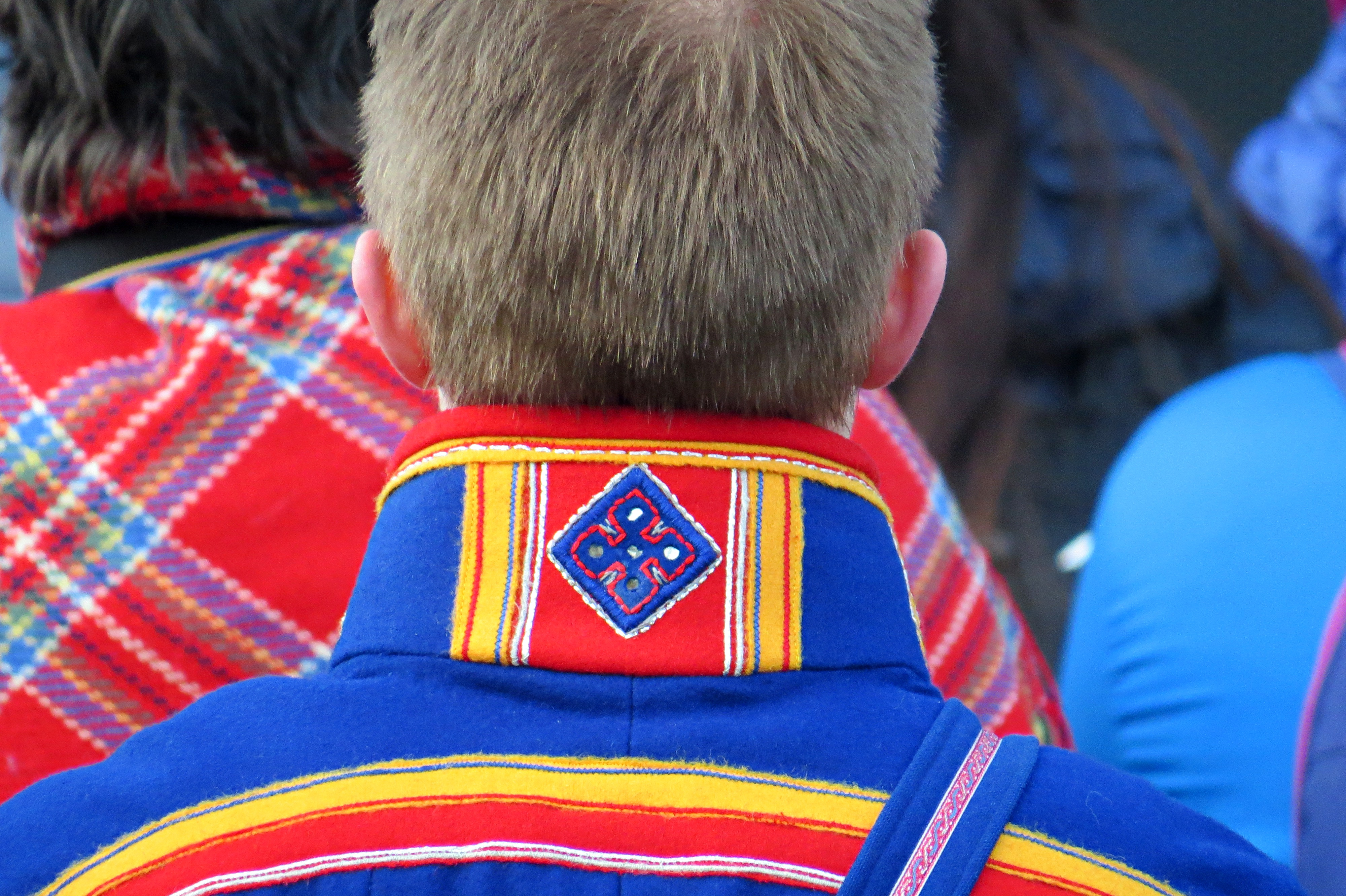
Cuello de un gátki
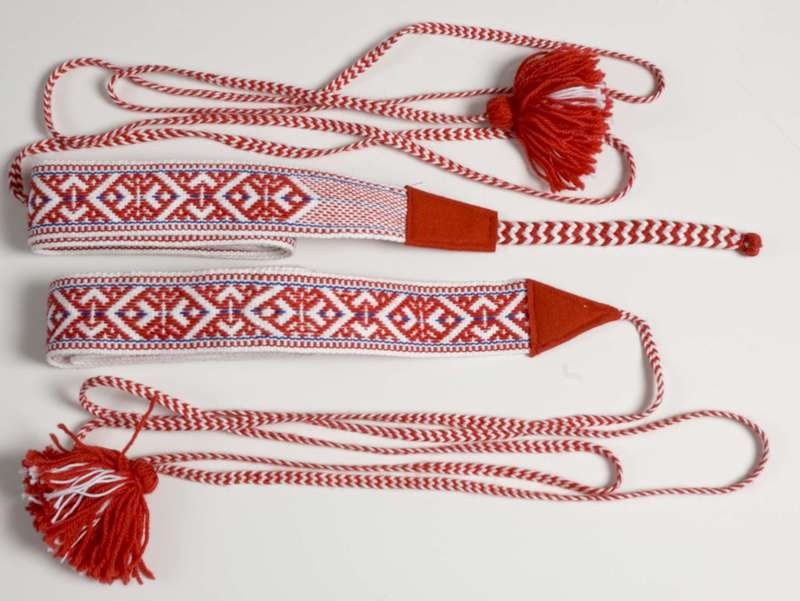
Accesorio de un sombrero
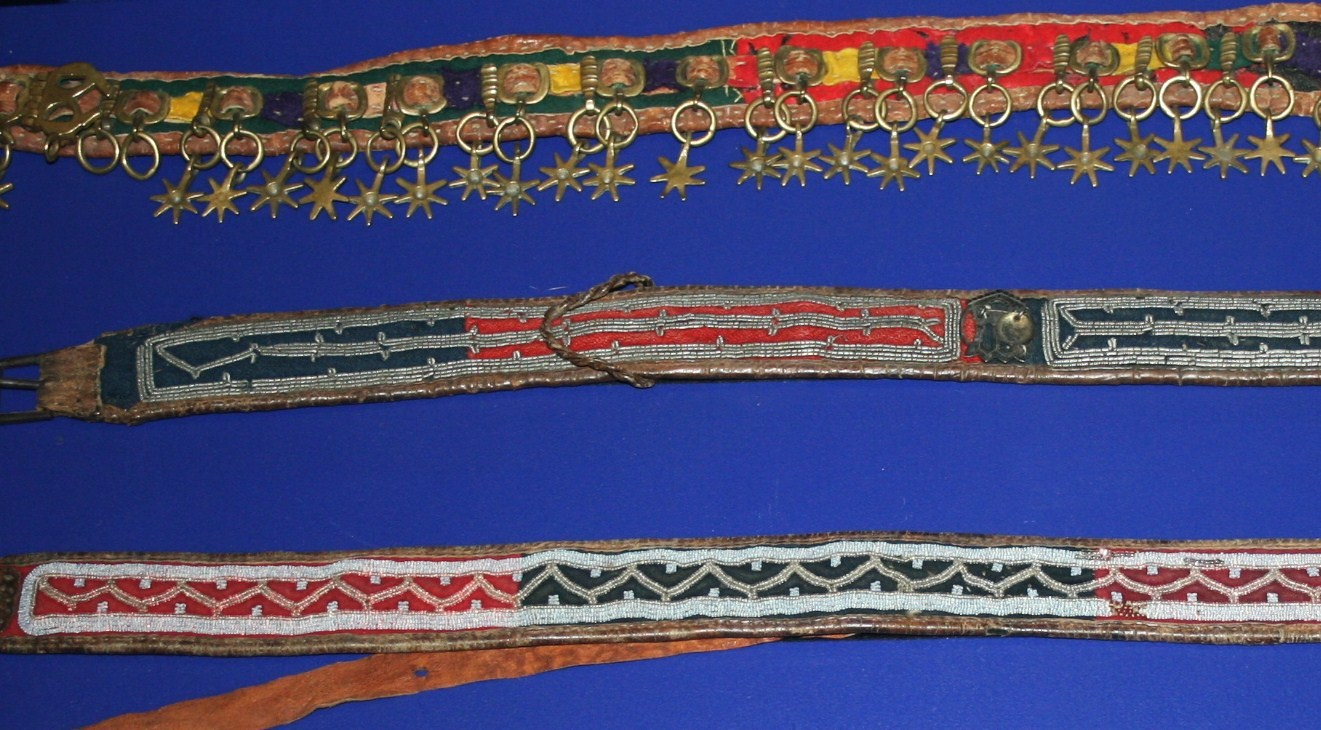
Cinturón
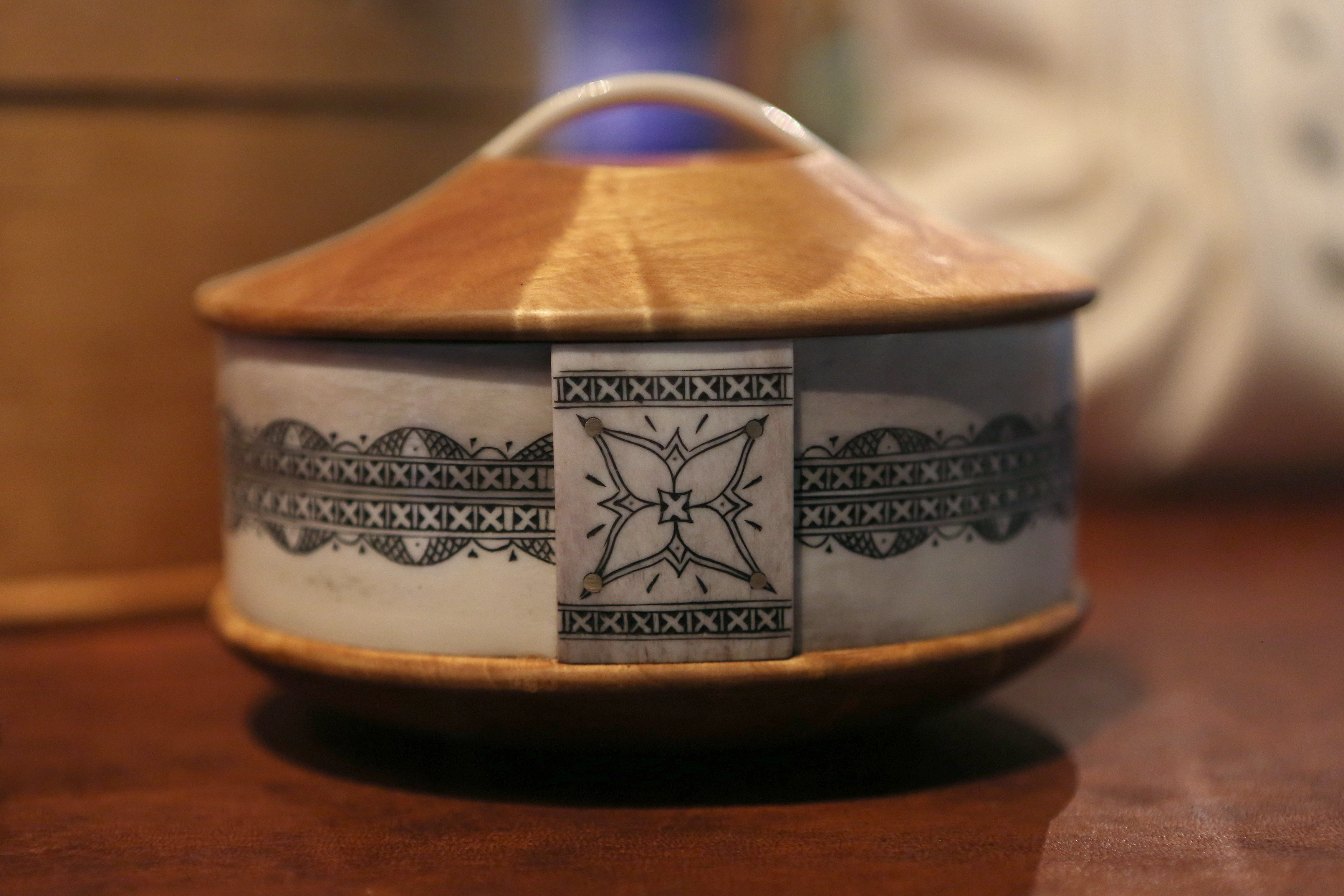
Recipiente
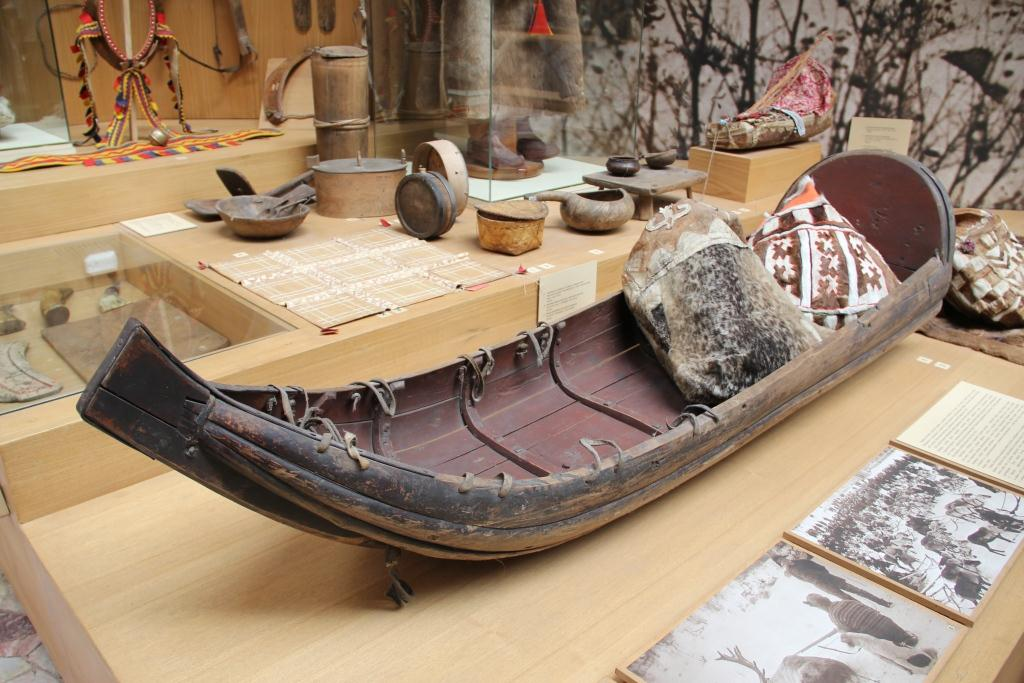
Bote
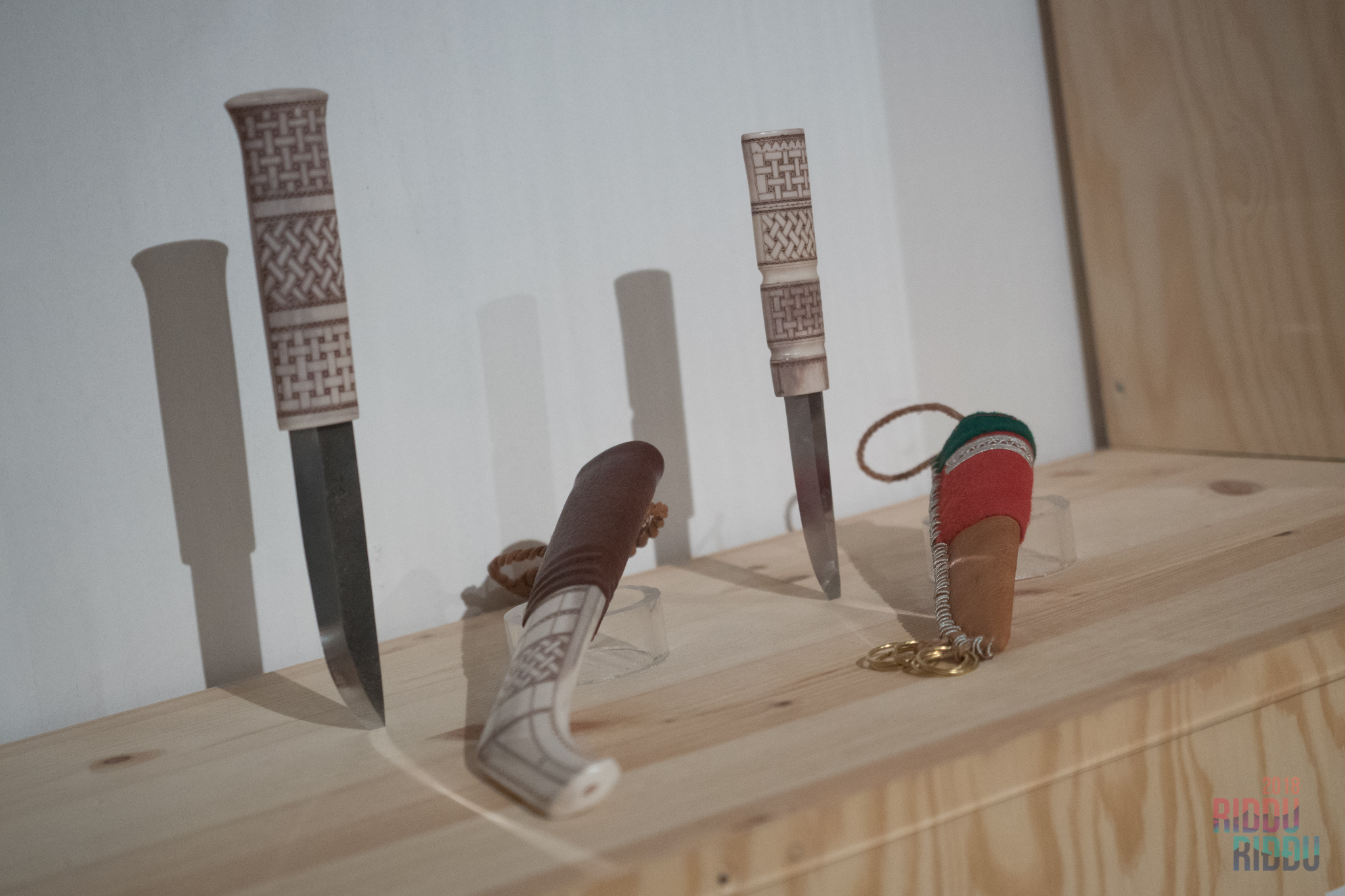
Cuchillo